# سباق حلبة دي لا سارث 2022
سباق حلبة دي لا سارث 2022 (بالفرنسية: Circuit de la Sarthe 2022) هو سباق دراجات هوائية، وهو الموسم الثامن والستين من سباق حلبة دي لا سارث، وأقيم خلال الفترة من 5 أبريل 2022، وحتى 8 أبريل 2022، وشارك فيه 107 متسابقاً ووصل إلى نهايته 64 متسابقاً.
فاز بالمركز الأول Olav Kooij ‏، وبالمركز الثاني بينوا كوسنيفروي، وبالمركز الثالث شاندرو ميوريس، وفاز مادس بيدرسن في ترتيب النقاط، وكان الفائز حسب النقاط للشباب Olav Kooij ‏، وكان الفائز في تصنيف الجبال ، وفاز البيسين فينيكس في ترتيب الفرق.

## الفرق
| فرق عالمية (8)- Groupama-FDJ - Cofidis - EF Education-EasyPost - Quick-Step Alpha Vinyl - Jumbo-Visma - Trek-Segafredo - Ineos Grenadiers - AG2R Citroën Team فرق برو (7)- بي آند بي هوتيلز 2022 ‏ - TotalEnergies - Arkéa-Samsic - سبورت فلاندرين بالويس 2022 ‏ - Alpecin-Fenix - درون هوبر-أندروني جوكاتولي 2022 ‏ - بنجوال باوليز ساوكس دبليو بي 2022 ‏ فرق قارية (4)- سانت ميشيل-أوبير 93 2022 ‏ - Van Rysel–Roubaix ‏ - CIC U Nantes Atlantique ‏ - Nice Métropole Côte d'Azur ‏ |  |
| |  |

## المراحل
| قائمة المراحل | قائمة المراحل | قائمة المراحل                                       | قائمة المراحل | قائمة المراحل | قائمة المراحل   | قائمة المراحل |
| المرحلة       | التاريخ       | الدورة                                              |               | المسافة (كم)  | الفائز بالمرحلة | القائد العام  |
| ------------- | ------------- | --------------------------------------------------- | ------------- | ------------- | --------------- | ------------- |
| مرحلة 1       | 5 أبريل       | Mamers ‏ – Mamers ‏                                   | مرحلة جبلية   | 192٫3         | مادس بيدرسن     | مادس بيدرسن   |
| مرحلة 2       | 6 أبريل       | Le Lude ‏ – Le Lude ‏                                 | مرحلة مستوية  | 174٫7         | Olav Kooij ‏     | مادس بيدرسن   |
| مرحلة 3       | 7 أبريل       | سابل سور سارت – سابل سور سارت                       | مرحلة مستوية  | 176٫5         | مادس بيدرسن     | مادس بيدرسن   |
| مرحلة 4       | 8 أبريل       | La Chapelle-Saint-Aubin ‏ – La Chapelle-Saint-Aubin ‏ | مرحلة مستوية  | 136٫4         | Olav Kooij ‏     | Olav Kooij ‏   |

## النتيجة

### مرحلة 1
هي مرحلة جبلية، أقيمت في 5 أبريل 2022، وامتدّت لمسافة 192.3 كيلومتر. فاز بالمرحلة مادس بيدرسن، وكان متصدر الترتيب العام في نهاية المرحلة مادس بيدرسن، وكان المتصدر حسب ترتيب النقاط مادس بيدرسن، وكان المتصدر في ترتيب التسلق ، وتصدر ترتيب النقاط للشباب لوكاس بلاب، ومتصدر ترتيب الفرق فريق إنيوس 2022.
| التصنيف العام         | التصنيف العام    | التصنيف العام    | التصنيف العام         | التصنيف العام |
| العداء                | العداء           | البلد            | الفريق                | الوقت         |
| --------------------- | ---------------- | ---------------- | --------------------- | ------------- |
| 1                     | مادس بيدرسن      | الدنمارك         | تريك سيغافريدو        | 4 س 31 د 51 ث |
| 2                     | بينوا كوسنيفروي  | فرنسا            | AG2R Citroën Team     | + 7 ث         |
| 3                     | Axel Zingle ‏     | فرنسا            | Cofidis               | + 7 ث         |
| 4                     | لوكاس بلاب       | أستراليا         | Ineos Grenadiers      | + 12 ث        |
| 5                     | Kévin Vauquelin ‏ | فرنسا            | اركيا سامسيك          | + 13 ث        |
| 6                     | فيليبو غانا      | إيطاليا          | Ineos Grenadiers      | + 13 ث        |
| 7                     | تيبو بينو        | فرنسا            | Groupama-FDJ          | + 13 ث        |
| 8                     | شون كوين ‏        | الولايات المتحدة | EF Education-EasyPost | + 14 ث        |
| 9                     | ألكسيس غوجيراد   | فرنسا            | فيتال كونسبت ‏         | + 17 ث        |
| 10                    | ألكسندر كامب     | الدنمارك         | تريك سيغافريدو        | + 29 ث        |
| مصدر: ProCyclingStats |                  |                  |                       |               |

### مرحلة 2
هي مرحلة بسيطة، أقيمت في 6 أبريل 2022، وامتدّت لمسافة 174.7 كيلومتر. فاز بالمرحلة Olav Kooij ‏، وكان متصدر الترتيب العام في نهاية المرحلة مادس بيدرسن، وكان المتصدر حسب ترتيب النقاط مادس بيدرسن، وكان المتصدر في ترتيب التسلق ، وتصدر ترتيب النقاط للشباب لوكاس بلاب، ومتصدر ترتيب الفرق كوفيديس 2022.
| التصنيف العام         | التصنيف العام    | التصنيف العام    | التصنيف العام         | التصنيف العام |
| العداء                | العداء           | البلد            | الفريق                | الوقت         |
| --------------------- | ---------------- | ---------------- | --------------------- | ------------- |
| 1                     | مادس بيدرسن      | الدنمارك         | تريك سيغافريدو        | 8 س 33 د 35 ث |
| 2                     | بينوا كوسنيفروي  | فرنسا            | AG2R Citroën Team     | + 13 ث        |
| 3                     | Axel Zingle ‏     | فرنسا            | Cofidis               | + 13 ث        |
| 4                     | لوكاس بلاب       | أستراليا         | Ineos Grenadiers      | + 18 ث        |
| 5                     | ألكسيس غوجيراد   | فرنسا            | فيتال كونسبت ‏         | + 18 ث        |
| 6                     | Kévin Vauquelin ‏ | فرنسا            | اركيا سامسيك          | + 19 ث        |
| 7                     | تيبو بينو        | فرنسا            | Groupama-FDJ          | + 19 ث        |
| 8                     | شون كوين ‏        | الولايات المتحدة | EF Education-EasyPost | + 20 ث        |
| 9                     | Olav Kooij ‏      | هولندا           | Jumbo-Visma           | + 30 ث        |
| 10                    | جوليان سيمون     | فرنسا            | TotalEnergies         | + 40 ث        |
| مصدر: ProCyclingStats |                  |                  |                       |               |

### مرحلة 3
هي مرحلة بسيطة، أقيمت في 7 أبريل 2022، وامتدّت لمسافة 176.5 كيلومتر. فاز بالمرحلة مادس بيدرسن، وكان متصدر الترتيب العام في نهاية المرحلة مادس بيدرسن.
| التصنيف العام         | التصنيف العام    | التصنيف العام    | التصنيف العام         | التصنيف العام  |
| العداء                | العداء           | البلد            | الفريق                | الوقت          |
| --------------------- | ---------------- | ---------------- | --------------------- | -------------- |
| 1                     | مادس بيدرسن      | الدنمارك         | تريك سيغافريدو        | 12 س 37 د 48 ث |
| 2                     | Kévin Vauquelin ‏ | فرنسا            | اركيا سامسيك          | + 23 ث         |
| 3                     | بينوا كوسنيفروي  | فرنسا            | AG2R Citroën Team     | + 23 ث         |
| 4                     | Axel Zingle ‏     | فرنسا            | Cofidis               | + 23 ث         |
| 5                     | لوكاس بلاب       | أستراليا         | Ineos Grenadiers      | + 28 ث         |
| 6                     | ألكسيس غوجيراد   | فرنسا            | فيتال كونسبت ‏         | + 28 ث         |
| 7                     | تيبو بينو        | فرنسا            | Groupama-FDJ          | + 29 ث         |
| 8                     | شون كوين ‏        | الولايات المتحدة | EF Education-EasyPost | + 30 ث         |
| 9                     | Olav Kooij ‏      | هولندا           | Jumbo-Visma           | + 40 ث         |
| 10                    | لوران بيشون      | فرنسا            | اركيا سامسيك          | + 41 ث         |
| مصدر: ProCyclingStats |                  |                  |                       |                |

### مرحلة 4
هي مرحلة بسيطة، أقيمت في 8 أبريل 2022، وامتدّت لمسافة 136.4 كيلومتر. فاز بالمرحلة Olav Kooij ‏، وكان متصدر الترتيب العام في نهاية المرحلة Olav Kooij ‏.
| التصنيف العام         | التصنيف العام | التصنيف العام | التصنيف العام | التصنيف العام |
| العداء                | العداء        | البلد         | الفريق        | الوقت         |
| --------------------- | ------------- | ------------- | ------------- | ------------- |
| 1                     | Olav Kooij ‏   | هولندا        | Jumbo-Visma   |               |
| مصدر: ProCyclingStats |               |               |               |               |

## التصنيف العام النهائي
| التصنيف العام         | التصنيف العام       | التصنيف العام | التصنيف العام               | التصنيف العام  |
| العداء                | العداء              | البلد         | الفريق                      | الوقت          |
| --------------------- | ------------------- | ------------- | --------------------------- | -------------- |
| 1                     | Olav Kooij ‏         | هولندا        | Jumbo-Visma                 | 15 س 49 د 52 ث |
| 2                     | بينوا كوسنيفروي     | فرنسا         | AG2R Citroën Team           | + 8 ث          |
| 3                     | شاندرو ميوريس       | بلجيكا        | Alpecin-Fenix               | + 14 ث         |
| 4                     | Jérémy Leveau ‏      | فرنسا         | Van Rysel–Roubaix ‏          | + 35 ث         |
| 5                     | Axel Zingle ‏        | فرنسا         | Cofidis                     | + 1 د 08 ث     |
| 6                     | إيليا فيفياني       | إيطاليا       | Ineos Grenadiers            | + 1 د 09 ث     |
| 7                     | Alexis Renard ‏      | فرنسا         | Cofidis                     | + 1 د 15 ث     |
| 8                     | Romain Cardis ‏      | فرنسا         | إتش بي بي تي بي – أوبير 93 ‏ | + 1 د 27 ث     |
| 9                     | Thibault Guernalec ‏ | فرنسا         | اركيا سامسيك                | + 1 د 32 ث     |
| 10                    | Mattia Bais ‏        | إيطاليا       | أندروني جوكاتولي-سيدرمك ‏    | + 1 د 49 ث     |
| مصدر: ProCyclingStats |                     |               |                             |                |

### تصنيف النقاط
| تصنيف النقاط          | تصنيف النقاط    | تصنيف النقاط | تصنيف النقاط      | تصنيف النقاط |
| العداء                | العداء          | البلد        | الفريق            | النقاط       |
| --------------------- | --------------- | ------------ | ----------------- | ------------ |
| 1                     | مادس بيدرسن     | الدنمارك     | تريك سيغافريدو    | 75 نقطة      |
| 2                     | Olav Kooij ‏     | هولندا       | Jumbo-Visma       | 61 نقطة      |
| 3                     | بينوا كوسنيفروي | فرنسا        | AG2R Citroën Team | 34 نقطة      |
| مصدر: ProCyclingStats |                 |              |                   |              |

## وصلات خارجية
- الموقع الرسمي
- لمحة عن سباق سباق حلبة دي لا سارث 2022 على موقع  ProCyclingStats   (برو  سايكلنج  ستاتس) - إحصاءات  محترفي  الدراجات.
- سباق حلبة دي لا سارث 2022 على موقع إحصائيات الدراجات الإحترافية (الإنجليزية)